# Deler
Een geheel getal {\displaystyle a} is een deler of factor van een geheel getal {\displaystyle b}, als er een geheel getal {\displaystyle k} bestaat waarvoor geldt dat {\displaystyle ak=b}. De bewering dat {\displaystyle a} een deler van {\displaystyle b} is, dat {\displaystyle b} door {\displaystyle a} kan worden gedeeld, wordt in de wiskunde meestal genoteerd als {\displaystyle a|b}.
Een paar voorbeelden:
- 2 is een deler van 8 (ofwel 2 | 8), want 2 × 4 = 8.
- 3 is geen deler van 8, omdat er geen enkel geheel getal {\displaystyle k} is zo dat {\displaystyle 3k=8}.
- Voor elk geheel getal {\displaystyle a} geldt {\displaystyle a|0}, omdat {\displaystyle a\times 0=0}.
- Voor geen enkel geheel getal {\displaystyle b} verschillend van 0 geldt {\displaystyle 0|b}, omdat er geen {\displaystyle k} is met {\displaystyle 0\times k=b}.
- Volgens deze definitie is 0 | 0 omdat 0 × 0 = 0.
- Voor elk positief geheel getal {\displaystyle a} geldt dat {\displaystyle a|a} en dat {\displaystyle 1|a}, omdat {\displaystyle a\times 1=a}.

Een andere manier om aan te geven dat {\displaystyle b} door {\displaystyle a} kan worden gedeeld, is door te zeggen dat bij deling van {\displaystyle b} door {\displaystyle a} er geen rest overblijft: {\displaystyle b} mod {\displaystyle a} = 0.
Als {\displaystyle a|b} en {\displaystyle a} een priemgetal is, dan noemen we {\displaystyle a} ook wel een priemfactor van {\displaystyle b}.
Als twee verschillende gehele getallen {\displaystyle a} en {\displaystyle b} allebei een deler {\displaystyle c} hebben, dan heet {\displaystyle c} een gemene of gemeenschappelijke deler van {\displaystyle a} en {\displaystyle b}. De grootste gemene deler van {\displaystyle a} en {\displaystyle b} wordt genoteerd als {\displaystyle \mathrm {ggd} (a,b)}.

## Echte deler
Een positief getal {\displaystyle a} wordt een echte deler van {\displaystyle b} genoemd als {\displaystyle a} een deler is van {\displaystyle b}, die ook in absolute waarde kleiner is, dus niet het getal zelf. Priemgetallen hebben maar één echte deler, namelijk 1. Bedenk dat −2 een deler is van 6, immers {\displaystyle -2\times (-3)=6}.  Als men over delers praat werkt men in de optelgroep van de gehele getallen.
Als {\displaystyle a} een deler is van {\displaystyle b}, is ook {\displaystyle -a} een deler van {\displaystyle b}. Om deze praktische reden beperkt men zich meestal in de getaltheorie  tot het noemen van de positieve delers.
Bijvoorbeeld: {delers van 6} = {1,2,3,6} en niet {−6,−3,−2,−1,1,2,3,6}

## Tabel van delers
- Tabel van delers, alle getallen tot en met 1000 met hun delers